# Sepsis namibica
Sepsis namibica är en tvåvingeart som beskrevs av Ozerov 2000. Sepsis namibica ingår i släktet Sepsis och familjen svängflugor.
Artens utbredningsområde är Namibia. Inga underarter finns listade i Catalogue of Life.